# Ролф Сиверт
Ролф Максимилиан Сиверт (на шведски: Rolf Maximilian Sievert; 6 май 1896 г. – 3 октомври 1966 г.) е шведски физик, пионер на радиобиологията, с основен принос в изучаването на биологичното въздействие на йонизиращата радиация.
Сиверт е роден в Стокхолм, Швеция. Работи като ръководител на изследователския център Радиумхемет от 1924 г. до 1937 г., когато става ръководител на Каролинския институт. Играе основополагаща роля в измерването на дозите радиация, особено при нейното използване при диагностика и лечение на рак. В по-късните си години той се фокусира върху изследването на биологичното въздействие от повтаряща се експозиция на ниски дози радиация. През 1964 г. той основава Международната асоциация за защита от радиация, като в началото е неин председател. Освен това Сиверт председателства Научния комитет за ефектите от атомната радиация към Обединените нации.
През 1979 г. Генералната конференция по мерки и теглилки (CGPM) обявява, че единицата за еквивалентна доза йонизираща радиация е наречена в негова чест сиверт (Sv).
Той изобретява инструменти за измерване на погълнатата радиация, сред които най-известна е Сивертовата камера.